# Lokál
Lokál (také lokativ, zkratka LOC) je mluvnický pád vyjadřující obvykle umístění v objektu, jehož pojmenování ohýbá. Navržený český název místník se neujal, v češtině se zpravidla označuje jako 6. pád, případně latinským názvem.

## Lokativ v různých jazycích

### Čeština
V češtině je lokál šestým v pořadí (ptáme se o kom?, o čem?, v kom?, v čem?). Často vyjadřuje příslovečné určení místa (kde?), což mu dalo jméno (latinsky locus = „místo“). 
V dnešní češtině se vyskytuje pouze po předložce. Některé z předložek (o, na, po, v) lze užít i s akuzativem, s nímž má jiný význam – v případě místního určení spojení s akuzativem značí změnu lokace, zatímco spojení s lokálem spíše statickou lokaci, v případě předložky „o“ je rozdíl obtížněji vysvětlitelný (jedná se o tebe, jedná se o tobě). 
Šestý pád v češtině se používá i pro jiné účely než prostorovou lokalizaci, například ve významu temporalizačním (v týdnu), určení míry (v rozsahu sto stran), zřetele (každý dostal po koruně), přípustky (při vší té práci), účelu (jít si po svém), příčiny v užším smyslu (při práci zapomínat na rodinu), způsobu v užším smyslu (ležel v poloze na zádech), průvodního příznaku či průvodních okolností (chodit na podpatcích) apod. Gramaticky je šestý pád „určen rysem katalýzy – je účasten děje mimo hlavní linii a podílí se na něm pouhou přítomností“.
Přestože lokál je v obvyklé gramatické teorii češtiny pojímán jako jediný pád, u některých slov se frekvence a vhodnost použití variantních tvarů liší podle významu, resp. syntaktické funkce. Například u některých slov podle vzorů hrad či město je ve významu předmětu frekventovanější koncovka -u, zatímco ve významu příslovečného určení místa, času nebo způsobu spíše koncovka -e nebo -ě (o hradu, autu, mléku vs. na hradě, v autě, v mléce), případně může koncovka odlišovat homonymní významy, například místní od časového (v průjezdě vs. při průjezdu obcí, na západě vs. po západu slunce), abstraktní od konkrétního (ve výkladě, při výkladu) apod. Souběžně zde však působí i řada dalších faktorů, například v Čechách je častější koncovka -u a na Moravě koncovka -e/-ě. Spojení „o hradu“, „o okresu“ může být k rozlišení od skutečného lokativu („na hradě“, v „okrese“) označeno jako propozitiv, ve významu časového určení („na jaře“) může být pád označován jako temporál.

### Latina
V latině existoval lokativ původně samostatně, později však splynul s několika jinými pády. Např. Rōmae ‒ v Římě, Tarentī – v Tarentu (splývá s genitivem). 

### Ruština
V ruštině se použije většinou 6. pád „предложный падеж“ (předložkový pád, prepozitiv, Präpositiv) ve funkci lokálu.

### Němčina
Němčina lokativ nemá. Používá buď příslovcí (zu Hause ‒ doma, nach Haus ‒ domů) nebo podstatných jmen s předložkami (in dem Haus (im Haus) ‒ v domě, in das Haus (ins Haus) ‒ do domu (dovnitř), zu dem Haus (zum Haus) ‒ k domu). Rozeznává, zda se ptáme kam? nebo kde? Téměř vždy platí: Na otázku kde? odpoví třetí pád (dativ) a na otázku kam? čtvrtý pád (akuzativ). Výjimkou je předložka zu (k), která dativem odpovídá i na otázku kam? Otázka odkud? se většinou pojí se třetím pádem, výjimkou je složitá otázka kudy?, na niž lze odpovídat různými způsoby.
Důležité je rozlišovat mezi hier (zde) a her (sem), právě tak jako da/dort (tam – odpověď na otázku kde?) a hin/dort hin (tam – odpověď na otázku kam?).
Mnoho sloves pohybu tvoří různé tvary v závislosti na směru:
| sem | odněkud | kommen, herkommen, hereinkommen, herauskommen, herunterfallen, …     |
| tam | někam   | gehen, fahren, hingehen, hineingehen, hinausgehen, hinaufklettern, … |

### Lotyština
V lotyštině je lokativ bezpředložkový a je velmi frekventovaný, neboť lotyština předložku odpovídající českému v vůbec nemá. Odpovídá se jím na otázky kde, v kom, v čem.
Jsou pro něj charakteristické koncovky obsahující dlouhou samohlásku nebo dvojhlásku [uo] (psanou „o“), což platí pro všech šest deklinací a pro jednotné i množné číslo. Např. nom. Rīga, lok. Rīgā v Rize.
Gramatiky preferují slovní označení pádů. Je uváděn jako předposlední před vokativem – tedy jako pátý v gramatikách, které nepočítají s instrumentálem, šestý ve starších gramatikách, které uváděly instrumentál jako samostatný pád.

### Finština
Ve finštině jsou dvě skupiny lokálních pádů (inesiv, illativ, elativ a adessiv, allativ a ablativ). Místo lokativu má finština inesiv, kterým se vyjadřuje umístění v něčem, a adessiv, kterým se vyjadřuje umístění na něčem. Prauralský lokativ přetrvává v některý případech v ustálených spojeních i v moderní finštině, např.
- ulkona „venku“
- kotona „doma“.

Ve finské gramatice je lokativ zahrnut do essivu. Jeho koncovka je -na nebo -nä podle samohláskové harmonie.